# 阿爾斯特大學
阿尔斯特大学（英語：University of Ulster，缩写为UU, 阿尔斯特苏格兰语：Universitie o Ulstèr或 Varsitie o Ulster'）是位於北愛爾蘭的一所大學，是僅次於愛爾蘭國立大學的愛爾蘭第二大大學，前身可追溯至1865年創建於德里的麥基學院。大學有四個校區，分別位於貝爾法斯特、科爾雷因、德里和喬丹斯頓(目前稱為阿爾斯特大學運動村)。此外在倫敦與伯明罕還有分校。
畢業之後六個月內，大約95%的畢業生都會接受再教育或工作。 在生物醫學貢獻卓越。2008年科研評估認為其86%的研究都達到了國際水平，其中20%為世界領先。

## 歷史
其歷史最早可以追溯到1865年創建於德里的麥基學院（Magee College），該學院曾在1880年和1908年兩次先後歸屬愛爾蘭皇家大學和都柏林大學。1953年麥基學院從都柏林大學獨立，形成麥基大學學院（Magee University College）。
1968年新阿爾斯特大學（New University of Ulster）創立。1984年麥基大學學院、阿爾斯特新大學和阿爾斯特科技學院（Ulster Polytechnic）整合為阿爾斯特大學。
2014年10月阿爾斯特大學將其英文名稱自University of Ulster改為Ulster University

## 学术
- Faculty of Arts
- 藝術、設計與建築環境系（Faculty of Art, Design and the Built Environment）
- 計算機與工程系（Faculty of Computing and Engineering）
- 生命與健康科學系（Faculty of Life and Health Sciences）
- 社會科學系（Faculty of Social Sciences）
- 阿爾斯特大學商學院（Ulster Business School）

## 外部連結
- 官方网站
  - Belfast （页面存档备份，存于）
  - Coleraine （页面存档备份，存于）
  - Jordanstown （页面存档备份，存于）
  - Magee （页面存档备份，存于）
  - London （页面存档备份，存于）
  - Birmingham （页面存档备份，存于）
- Students' Union Website （页面存档备份，存于）
- Campus One online
- History of Magee College at at UU Library website
- Obituary: Education Guardian （页面存档备份，存于）, obituary of Derek Birley, founding rector of Ulster College and founding vice-chancellor of University of Ulster
- Intelligent Systems Research Centre website （页面存档备份，存于）